# Usol'e
Usol'e è una città della Russia europea nordorientale (Territorio di Perm'); appartiene al rajon Usol'skij, del quale è il capoluogo. Si trova sulla riva destra della Kama, di fronte alla città di Berezniki.